# Buena Nueva
Buena Nueva es una localidad ubicada en el departamento Guaymallén de la provincia de Mendoza, Argentina. 
Limita al norte con las localidades de Bermejo y El Sauce, al oeste con Bermejo y Belgrano, al sur con Villa Nueva y Capilla del Rosario y al este con El Sauce.
El lugar posee actualmente parcelas que se encuentran cultivadas con frutales y viñedos. Buena Nueva cuenta con establecimientos modelo en la industria alimenticia y bodegas de prestigio internacional. En este distrito se ubica el cementerio municipal que es administrado por el Municipio.
Posee como vías de comunicación primarias las calles Victoria, Tirasso, Triunvirato, Profesor Mathues y Godoy Cruz. Secundarias: Julio A. Roca.

## Historia
Esta localidad, en época colonial, según consta en un plano de 1802, se llamaba acequia de los Gómez, por ser sus tierras propiedad de los capitanes Jorge y Tomás Gómez de Araujo. 
En 1873 figura en dicho paraje la existencia de un bar y una fonda perteneciente a don Cardemio Buena Nueva, por lo que la zona fue reconocida con el tiempo con este nombre. 
También se reconoce popularmente en este distrito a la “Bola de Lata”, ubicada en la intersección de las calles Godoy Cruz y Tirasso, espacio donde existía un almacén de propiedad de un sirio-libanés, ostentando en la cornisa de la edificación una bola de lata con una media luna, símbolo al que hacían referencia los lugareños para ubicar geográficamente el lugar.

## Población
Con 11,100 habitantes (Indec, 2001), forma parte del componente Guaymallén del área metropolitana del Gran Mendoza. Posee una población muy antigua, que se mezcla con los nuevos barrios, que está densificando el paisaje.

## Sismicidad
La sismicidad del área de Cuyo (centro oeste de Argentina) es frecuente y de intensidad muy alta, con un silencio sísmico de terremotos medios a graves cada 20 años.
- Sismo de 1861: aunque dicha actividad geológica catastrófica ocurre desde épocas prehistóricas, el terremoto del 20 de marzo de 1861 (164 años), con 12 000 muertes,[2] señaló un hito importante dentro de la historia de eventos sísmicos argentinos ya que fue el más fuerte registrado y documentado en el país. A partir del mismo los sucesivos gobiernos mendocinos y municipales han ido extremando cuidados y restringiendo los códigos de construcción.[1] Con el terremoto de San Juan del 15 de enero de 1944 (81 años) los gobiernos tomaron estado de la enorme gravedad crónica de sismos de la región.
- Sismo de 1920: de 6,8 de intensidad, destruyó parte de sus edificaciones y abrió numerosas grietas en la zona. Hubo 250 muertes por destrucción de casas de adobe[2][1]
- Sismo del sur de Mendoza de 1929: muy grave, y al no haber desarrollado ninguna medida preventiva, a pesar de haber transcurrido solo nueve años del anterior, mató a 30 habitantes por la caída de casas de adobe[1]
- Sismo de 1985: fue otro episodio grave,[3] de 9 s de duración, derrumbando el viejo Hospital del Carmen de Godoy Cruz.